# Josh Eppiah
Joshua Felix Okpoda Eppiah (11 oktober 1998) is een Belgisch voetballer. Hij kan zowel in de spits als op de flank spelen. Sinds 2020 speelt hij bij OH Leuven op uitleenbasis. Hij draagt de dubbele nationaliteit (Belg/Engelsman).

## Carrière
Eppiah belandde in 2008 in de jeugdopleiding van Leicester City. Sinds 2017 speelde hij er bij de U23 van de club. Daar scoorde hij vijf keer in 40 wedstrijden en was ook goed voor acht assists. Op 24 april 2017 maakte Josh zijn debuut bij de U23 van Leicester City. Hij viel kort voor het einde in op het veld van Reading.
Op 24 september 2020 werd Eppiah voor één seizoen uitgeleend aan het Belgische OH Leuven. Op 23 november 2020 mocht hij van coach Marc Brys debuteren met een invalbeurt in de 59ste minuut voor Olivier Myny in de competitiewedstrijd tegen Sint-Truidense VV. In de 73ste minuut wist Eppiah meteen te scoren en zijn ploeg zo op een 2-1 voorsprong te zetten. De wedstrijd eindigde uiteindelijk op een 2-2 gelijkspel.

## Clubstatistieken
| Seizoen         | Club            | Land            | Competitie      | Competitie | Competitie | Beker | Beker | Supercup | Supercup | Europees | Europees | Totaal | Totaal |
| Seizoen         | Club            | Land            | Competitie      | Wed.       | Dlp.       | Wed.  | Dlp.  | Wed.     | Dlp.     | Wed.     | Dlp.     | Wed.   | Dlp.   |
| --------------- | --------------- | --------------- | --------------- | ---------- | ---------- | ----- | ----- | -------- | -------- | -------- | -------- | ------ | ------ |
| 2019/20         | → OH Leuven     | Vlag van België | Eerste klasse A | 8          | 1          | 1     | 0     | —        | —        | —        | —        | 9      | 1      |
| Carrière totaal | Carrière totaal | Carrière totaal | Carrière totaal | 8          | 1          | 1     | 0     | 0        | 0        | 0        | 0        | 9      | 1      |

Bijgewerkt op 15 februari 2021.

## Interlandcarrière
In september 2020 werd Eppiah door bondscoach Jacky Mathijssen voor het eerst opgeroepen voor het U21 team van het Belgisch voetbalelftal voor de EK-kwalificatiewedstrijd tegen Duitsland. Hij bleef in deze met 4-1 gewonnen wedstrijd echter 90 minuten op de bank.